# .ge
.geは、ジョージア（グルジア）の国別コードトップレベルドメイン。1992年に制定された。行政と技術の折衝でドメインは.geになり、ジョージアで一般に使われている。一般の登録者は.geか.com.geを使い、それ以外のものは.gov.ge、.net.geを使用している。